# Quando soffia il vento (film 1949)
Quando soffia il vento (The Windblown Hare) è un film del 1949 diretto da Robert McKimson. È un cortometraggio d'animazione della serie Looney Tunes, uscito negli Stati Uniti il 27 agosto 1949.

## Trama
I tre porcellini, leggendo la loro storia in un libro di fiabe, decidono di vendere le loro case di paglia e di legno prima che il lupo le demolisca. Bugs Bunny cade nella trappola e compra la casa di paglia, ma il lupo la abbatte con un soffio. Bugs acquista quindi la casa di legno, ma subisce la stessa sorte. In cerca di vendetta, Bugs si traveste da Cappuccetto Rosso e spinge il lupo a cambiare fiaba. Il lupo precede quindi Bugs a casa della nonna, ma viene sconfitto in una battaglia di arguzia e comicità fisica. Alla fine Bugs affronta il lupo per avergli fatto saltare in aria le case, al che il lupo risponde che appartenevano ai porcellini e che stava solo seguendo il libro. Rendendosi conto di essere stati entrambi ingannati, Bugs e il lupo arrivano alla casa di mattoni dei porcellini. Nonostante il lupo pensi di non poterla abbattere con un soffio, Bugs gli dice di farlo. Mentre i porcellini prendono in giro il lupo, lui soffia sulla casa, vedendola esplodere. Felicissimo, il lupo esclama di avercela, con grande sorpresa dei porcellini. Lì vicino, Bugs si prende il merito, avendo usato la dinamite per distruggere la casa.

## Distribuzione

### Edizione italiana
La prima edizione italiana del film fu trasmessa direttamente in televisione negli anni ottanta. Il doppiaggio fu eseguito dalla Effe Elle Due e diretto da Franco Latini su dialoghi di Maria Pinto. Nei primi anni 2000, sempre per la trasmissione televisiva, il corto fu ridoppiato dalla Time Out Cin.ca sotto la direzione di Massimo Giuliani, doppiando anche la canzone di Bugs che nell'edizione precedente era rimasta in inglese.

### Edizioni home video

#### VHS
America del Nord
- Bugs Bunny's Hare-Raising Tales (1988)
- Looney Tunes: The Collector's Edition - Daffy Doodles (febbraio 2000)

#### Laserdisc
- Wince Upon a Time: Foolhardy Fairy Tales and Looney Legends (maggio 1994)

#### DVD
Il corto fu pubblicato in DVD-Video in America del Nord nel terzo disco della raccolta Looney Tunes Golden Collection: Volume 3 (intitolato Porky and the Pigs) distribuita il 25 ottobre 2005, dove è visibile anche con la sola colonna internazionale. In Italia fu invece inserito nel DVD Daffy Duck & Porky Pig: Volume 2 della collana Looney Tunes Collection, uscito il 18 maggio 2006. Fu poi incluso nel primo disco della raccolta DVD Looney Tunes Spotlight Collection Volume 8, uscita in America del Nord il 13 maggio 2014.